# Manuel Friedrich
Manuel Friedrich (Bad Kreuznach, 13 september 1979) is een Duits betaald voetballer die bij voorkeur in de verdediging speelt. Hij verruilde in augustus 2014 Borussia Dortmund voor Mumbai FC. Friedrich speelde van 2006 tot en met 2008 negen keer voor het Duits voetbalelftal, waarvoor hij één keer scoorde.

## Carrière
| Seizoen                         | Club              | Land      | Competitie    | Wed. | Goals |
| ------------------------------- | ----------------- | --------- | ------------- | ---- | ----- |
| 1999/00                         | FSV Mainz 05      | Duitsland | 2. Bundesliga | 5    | 0     |
| 2000/01                         | FSV Mainz 05      | Duitsland | 2. Bundesliga | 28   | 0     |
| 2001/02                         | FSV Mainz 05      | Duitsland | 2. Bundesliga | 31   | 8     |
| 2002/03                         | Werder Bremen     | Duitsland | Bundesliga    | 0    | 0     |
| 2003/04                         | Werder Bremen     | Duitsland | Bundesliga    | 1    | 0     |
| 2003/04                         | FSV Mainz 05      | Duitsland | 2. Bundesliga | 17   | 4     |
| 2004/05                         | FSV Mainz 05      | Duitsland | Bundesliga    | 33   | 1     |
| 2005/06                         | FSV Mainz 05      | Duitsland | Bundesliga    | 34   | 3     |
| 2006/07                         | FSV Mainz 05      | Duitsland | Bundesliga    | 32   | 0     |
| 2007/08                         | Bayer Leverkusen  | Duitsland | Bundesliga    | 32   | 4     |
| 2008/09                         | Bayer Leverkusen  | Duitsland | Bundesliga    | 30   | 3     |
| 2009/10                         | Bayer Leverkusen  | Duitsland | Bundesliga    | 32   | 3     |
| 2010/11                         | Bayer Leverkusen  | Duitsland | Bundesliga    | 19   | 0     |
| 2011/12                         | Bayer Leverkusen  | Duitsland | Bundesliga    | 24   | 1     |
| 2012/13                         | Bayer Leverkusen  | Duitsland | Bundesliga    | 11   | 0     |
| 2013/14                         | Borussia Dortmund | Duitsland | Bundesliga    | 11   | 1     |
| Bijgewerkt tot 22 augustus 2014 |                   |           |               |      |       |